# Division d'Honneur 1942-43
La Primera División de Bélgica 1942/43 fue la 41.ª temporada de la máxima competición futbolística en Bélgica.

## Tabla de posiciones
| Pos | Equipo                         | PJ | PG | PE | PP | GF | GC | Pts | DG  | Notas                    |
| --- | ------------------------------ | -- | -- | -- | -- | -- | -- | --- | --- | ------------------------ |
| 1   | RFC Malinois                   | 30 | 21 | 4  | 5  | 83 | 31 | 46  | +52 |                          |
| 2   | Beerschot                      | 30 | 19 | 6  | 5  | 87 | 40 | 44  | +47 |                          |
| 3   | Lierse S.K.                    | 30 | 17 | 5  | 8  | 95 | 51 | 39  | +44 |                          |
| 4   | La Gantoise                    | 30 | 17 | 3  | 10 | 63 | 54 | 37  | +9  |                          |
| 5   | Royal Antwerp FC               | 30 | 17 | 1  | 12 | 69 | 48 | 35  | +21 |                          |
| 6   | R.S.C. Anderlecht              | 30 | 15 | 4  | 11 | 73 | 53 | 34  | +20 |                          |
| 7   | Tilleur FC                     | 30 | 10 | 9  | 11 | 52 | 55 | 29  | -3  |                          |
| 8   | Cercle Brugge K.S.V.           | 30 | 11 | 6  | 13 | 46 | 66 | 28  | -20 |                          |
| 9   | R.O.C. de Charleroi-Marchienne | 30 | 11 | 5  | 14 | 50 | 64 | 27  | -14 |                          |
| 10  | White Star Woluwé F.C.         | 30 | 8  | 10 | 12 | 72 | 65 | 26  | +7  |                          |
| 11  | Royale Union Saint-Gilloise    | 30 | 8  | 8  | 14 | 37 | 42 | 24  | -5  |                          |
| 12  | Standard Liège                 | 30 | 10 | 4  | 16 | 62 | 66 | 24  | -4  |                          |
| 13  | Eendracht Aalst                | 30 | 10 | 4  | 16 | 45 | 75 | 24  | -30 |                          |
| 14  | CS La Forestoise               | 30 | 9  | 5  | 16 | 40 | 92 | 23  | -52 |                          |
| 15  | Racing Club de Bruxelles       | 30 | 10 | 3  | 17 | 61 | 78 | 23  | -17 | Descenso a la Division I |
| 16  | K Boom FC                      | 30 | 7  | 3  | 20 | 36 | 90 | 17  | -54 | Descenso a la Division I |

PJ = Partidos jugados; PG = Partidos ganados; PE = Partidos empatados; PP = Partidos perdidos; GF = Goles a favor; GC = Goles en contra; Pts = Puntos; DG = Diferencia de goles